# Escut de Catarroja
L'escut de Catarroja és un símbol representatiu oficial de Catarroja, municipi del País Valencià a l'Horta Sud. Té el següent blasonament:
| « | Escut quadrilong de punta redona. Truncat. En el primer quarter, d'atzur el caseriu de la vila d'or, sobre ones d'argent i atzur. Al franc cantó d'aquest, un ratpenat de sable perfilat d'or. En el segon quarter, d'or, quatre bastons de sinople. Al timbre, corona reial oberta. | » |

## Història

Antic escut oficial

Escut modificat en la seua forma i timbre per a adaptar-lo a l'heràldica municipal valenciana, mitjançant la Resolució de 16 de gener de 2004, del conseller de Justícia i Administracions Públiques, publicada en el DOGV núm. 4686, de 6 de febrer de 2004.
L'escut anterior va ser aprovat pel Decret 1786/1959, de 8 d'octubre.
S'hi representa la vila vora les aigües de l'Albufera, juntament amb el ratpenat de la Cimera Reial, senyal identificador de Jaume I, que, després d'haver conquerit l'alqueria musulmana, el 1238 la va atorgar al cavaller aragonès Pelegrí d'Atrossillo, les armes del qual –segons la tradició, quatre trossos de piques trencades– hi apareixen a la part de baix de l'escut.